# Асы-Сага
Асы-Сага (каз. Асы-Саға) — село в Енбекшиказахском районе Алматинской области Казахстана. Входит в состав Асинского сельского округа. Код КАТО — 194037200.
Расположено в 145 км к востоку от города Есик, на левом берегу реки Асы. К юго-востоку от Асы-Саги построено Бартогайское водохранилище, откуда берёт начало канал Улькен Алматы.

## Население
В 1999 году население села составляло 2187 человек (1094 мужчины и 1093 женщины). По данным переписи 2009 года в селе проживало 2298 человек (1142 мужчины и 1156 женщин).

## Топографические карты
- Лист карты K-44-13 Чилик. Масштаб: 1 : 100 000. Состояние местности на 1979 год. Издание 1984 г.